# L'Île aux phoques
Pour les articles homonymes, voir Île aux Phoques.
Pour plus de détails, voir Fiche technique et Distribution.
L'Île aux phoques (Seal Island) est un court métrage documentaire réalisé par James Algar, sorti en 1948 pour Walt Disney Pictures et premier de la série True-Life Adventures.

## Fiche technique
- Titre original : Seal Island
- Titre français : L'Île aux phoques
- Réalisateur : James Algar
- Narrateur : Winston Hibler
- Caméra : Alfred Milotte
- Montage : Anthony Gerard
- Distributeur : RKO Radio Pictures
- Genre : documentaire
- Sortie : 21 décembre 1948
- Durée : 27 minutes
- Pays d'origine :  États-Unis

## Production et distribution
Lors d'un voyage en août 1948 en Alaska, Walt rencontre Alfred Milotte, propriétaire d'un magasin d'appareils photos et sa femme institutrice Elma. Ils engagent une discussion sur les documentaires consacrés à l'Alaska dont le résultat sera le poste de photographe sur la série de documentaires animaliers True-Life Adventures. Milotte souhaitait depuis longtemps filmer la migration des otaries à fourrure du Nord sur les Îles Pribilof dans le détroit de Béring et il demande à Disney si le sujet l'intéresse. Walt Disney confirme son intérêt et demande à Milotte de lui envoyer les pellicules.
Le tournage réalisé en 1947, précédant donc la rencontre avec Disney, avait eu lieu sur les Îles Pribilof. Les milottes ont tourné plus de 100 000 pieds (30 480 m) de film durant une année et les ont vendus à Disney pour un peu plus de 100 000 USD. James Algar qui faisait partie de l'équipe chargée de réceptionner les films envoyés en plusieurs fois, indique qu'à la vue de rushs la structure du film n'était pas évidente. Mais Walt avait entrevu un intérêt et la migration répétée tel un rite séculaire pouvait servir de base dramatique à une histoire, élément compréhensible pour le public. Après quelques recherches sur le sujet l'équipe parvient à assembler les scènes pour en faire un film de 27 minutes.
C'est Disney lui-même qui donna le nom de « L'île aux phoques » au film et qui lancera la série True-Life Adventures.
Fin 1948, RKO Radio Pictures le distributeur du studio Disney à l'époque refuse de commercialiser le film qui ne dure qu'une demi-heure. Disney signe alors un contrat directement avec quelques cinémas de Los Angeles et New York pour projeter le film. Le film reçoit en plus un Oscar du cinéma du Meilleur court métrage en prises de vues réelles en deux bobines. Ce n'est qu'après avoir démontré être commercialement intéressant que RKO a accepté de distribuer le film dans le reste des États-Unis. Par la suite le studio créera en 1953 sa propre société de distribution, Buena Vista Distribution.
Des extraits du film ont été diffusés à la télévision dans l'émission Disneyland sur ABC le 11 novembre 1954 avec des extraits de La Grande Prairie (1954).

## Récompenses et distinctions
Le film a obtenu l'Meilleur court métrage en prises de vues réelles en deux bobines en 1949.